# The Prince and Me 3: A Royal Honeymoon
The Prince and Me 3: A Royal Honeymoon (omdøbt The Prince and Me 3: Holiday Honeymoon når den vises på tv) er en romantiske komedie film fra 2008, instrueret af Catherine Cyran, som blev frigivet direkte til video.

## Plot
Omsider finder den nyligt kronet konge af Danmark , Edvard og hans kone og dronning, Dr. Paige Morgan, tid til at flyve til Belavia for at holde deres hemmelige bryllupsrejse. De tilbringer deres juleferie på et skisportssted, da de tager på en rundtur i Belavia, opdager Eddie og Paige, at den onde premierminister Polonius har givet ordre til at planere de dyrebare skove - for at bore efter olie. Så møder parret Paige ekskæreste, Scott. Eddie bliver straks jaloux - desuden han har mistanke om, at Scott ikke kan stoles på. Paige og Eddie må gøre alt, hvad de kan for at redde skoven, selv om det betyder at, der skal ses bort fra deres bryllupsrejse. Scott er en journalist, der er grunden til, at Eddie og Paige har bedt ham om at tiltrække medierne i et forsøge på, at stoppe ministrenes onde planer. Scott er dog kontrolleret af den onde præst og får at vide, at han skal udspionere parret. Scott forsøger derefter at bakke ud, men det mislykkes. Scott forsøger derefter at kysse Paige, og siger, at han er ked af, at han lod hende gå. Paige går væmmet væk, og prøver at finde Eddie, blot for at finde ham beruset.

## Cast
- Kam Heskin som Dronning Paige
- Chris Geere som Kong Edvard
- Adam Croasdell som Scott
- Todd Jensen som John Polonius
- Jonathan Firth som Søren
- Joshua Rubin som Oliver
- Valentin Ganev som Prins Georgiev
- Kitodar Todorov
- Shelly Varod som reporter
- Branco Vukovic som tysk reporter

## Eksterne links
- The Prince and Me 3: A Royal Honeymoon på Internet Movie Database (engelsk)
- The Prince and Me 3: A Royal Honeymoon på AlloCiné (fransk)
- The Prince and Me 3: A Royal Honeymoon på MovieMeter (nederlandsk)
- The Prince and Me 3: A Royal Honeymoon på AllMovie (engelsk)
- The Prince and Me 3: A Royal Honeymoon på The Movie Database (engelsk)
- The Prince and Me 3: A Royal Honeymoon på Rotten Tomatoes (engelsk)
- The Prince and Me 3: A Royal Honeymoon på Filmaffinity (engelsk)
- The Prince and Me 3: A Royal Honeymoon på Netflix (engelsk)
- The Prince and Me 3: A Royal Honeymoon hos TV.com (engelsk)